# Грузинское дело (1922)

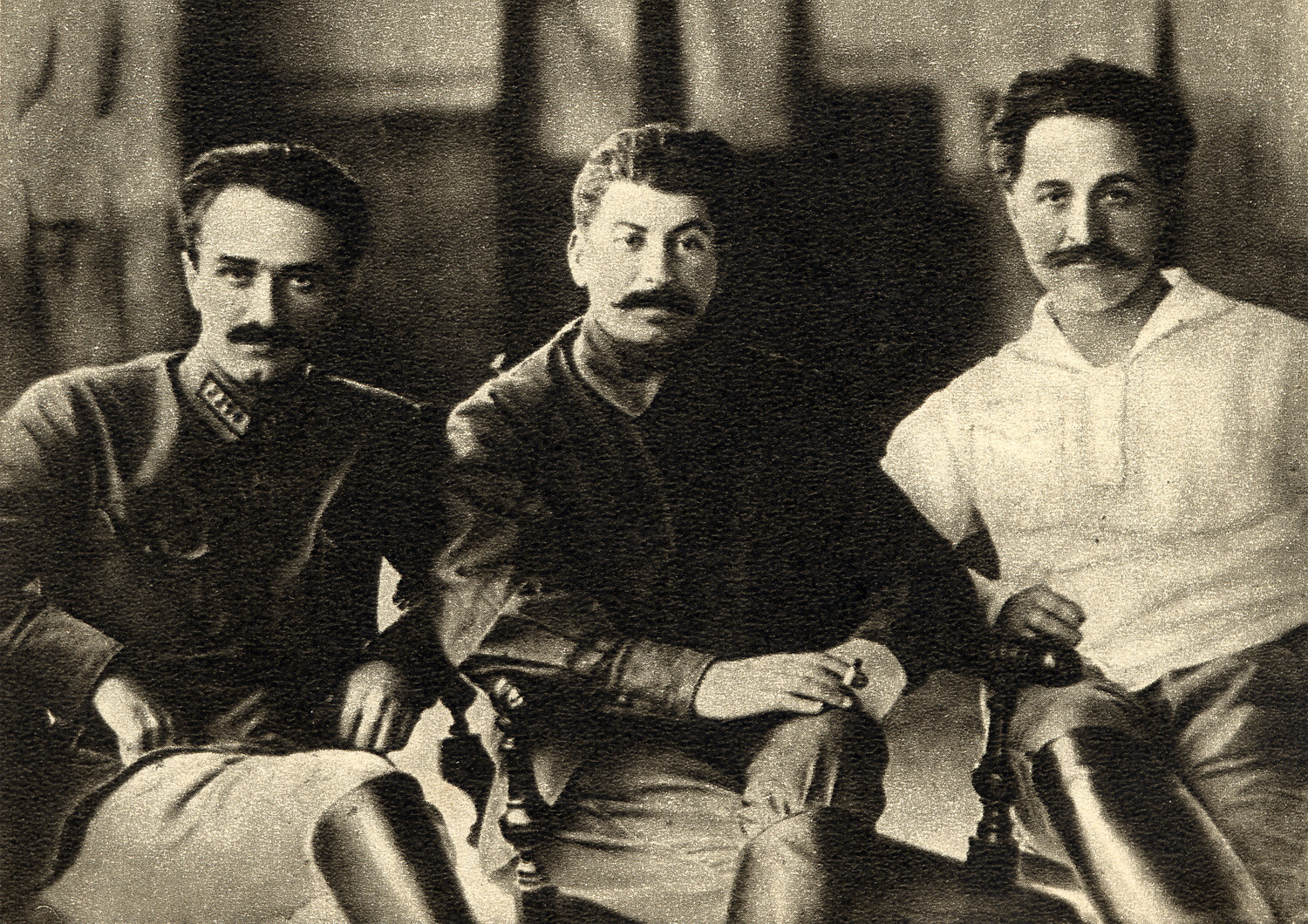
Микоян, Сталин и Орджоникидзе, Тифлис, 1925 г.

«Грузинское дело» — политический конфликт внутри советского правительства о том, как социальная и политическая трансформация должна была быть достигнута в Грузинской ССР. Разногласия назрели сразу же после присоединения Грузии и достигли апогея в конце 1922 года. Конфликт происходил между лидерами местных грузинских большевиков, которые возглавлялись Филиппом Махарадзе и Поликарпом Гургеновичем «Буду» Мдивани, с одной стороны, и их де факто начальниками из РСФСР, а точнее Иосифа Сталина и Григория Орджоникидзе, с другой стороны. Проблема заключалась в том, что местные лидеры желали сохранить автономию от Москвы, а московские большевики хотели соединить Грузию, Армению и Азербайджан в ЗСФСР. Дело было критическим эпизодом в борьбе за власть вокруг больного Ленина, чьей поддержкой пытались заручиться грузинские лидеры.

## История
К началу 1920-х годов между высшими органами власти в Москве и региональными правительствами накопился целый ряд конфликтов и разногласий; при этом, наиболее серьезные внутрипартийные конфликты окружали советизацию Грузии: в них участвовали Центральный Комитет (ЦК) Коммунистической партии Грузии, во главе с Филиппом Махарадзе и Буду Мдивани, и Кавказское бюро Коммунистической партии (Кавбюро). Одним из особых источников «трения» современные исследователи полагают характер, темперамент, а также и политическое мировоззрение Серго Орджоникидзе — главы Кавбюро, которому была передана существенная власть над всем Закавказьем.
Несмотря на то, что в ЦК партии существовали опасения, связанные с возложением высшей власти в регионе на человека, чьи качества — как лидера мирного строительства — не были известны, Орджоникидзе сохранил свою должность; несмотря на то, что он редко консультировался с товарищами по партии за пределами внутренних кругов Кавбюро и находил мало времени для оценок или мнений тех людей, которых считал своими непосредственными подчиненными. Помимо возбуждения недоверия со стороны ряда большевистских лидеров — особенно Троцкого — Орджоникидзе был непопулярен и на местном уровне. Согласно мемуарам Микояна, Орджоникидзе был особенно близок к потере своего поста на X съезде, в марте 1921 года.
Орджоникидзе также действовал «относительно независимо» и от своих начальников в Москве: в то время как протоколы заседаний Политбюро и ЦК полны вопросов от главы украинского правительства Христиана Раковского, Орджоникидзе, напротив, консультировался с центром только в случаях «абсолютной необходимости» (обычно, в ответ на прямой запрос). Независимость Орджоникидзе подтверждало и то количество случаев, когда центральное руководство партии оказывалось застигнутым врасплох неожиданными действиями главы Кавбюро. При этом другую сторону конфликта, ставшего известным как «Грузинское дело», также представляли лица темпераментные.
За три года независимости Грузия, находившаяся под управлением местных меньшевиков, уже становилась причиной целого ряда серьезных споров среди руководства большевиков: так, в апреле 1920 года Москва провела переговоры с грузинским правительством Ноя Жордания, в соответствии с которым РСФСР признала независимость Грузии в обмен на легализацию в стране большевистских организаций и обязательство не допускать иностранных войск на свою территорию. При этом подобное соглашение было достигнуто без какого-либо согласования с грузинскими коммунистами-большевиками, которые, по словам Жорданьи, были «смущены и обеспокоены» решением, принятым в Москве: они не знали о переговорах до тех пор, пока решение не было официально опубликовано самим грузинским правительством. Советизация же Грузии, в котором приняла активное участие Красная армия, также создала повод для дополнительного напряжения в отношениях между местными и московскими коммунистами.
Историк Джереми Смит полагал, что хотя соперничество различных институтов внутри советского правительства и «сыграло определенную роль» в конфликте 1922 года, самым значительным политическим фактором, стоявшим за «грузинским делом», была политика «особых уступок» грузинскому национализму, проводником которой долгое время был Ленин. «Вербовка» местных левых националистов в ряды коммунистов проходила и в других регионах будущего СССР, но именно в Грузии уступки националистами были особенно велики. Обоснование подобной политики Смит считал то, что в Грузии, в отличие от других частей бывшей Российской империи, три года просуществовало независимое национальное государство и, одновременно, местный пролетариат был крайне малочисленным.
Позднее обвинения Кавбюро против грузинских коммунистов состояли преимущественно в том, что коммунисты Грузии приняли политику уступок, которая изначально планировалась как временная, за постоянную: по версии Кавбюро они сделали из нее «фетиш» национализма и стали действовать в традиция меньшевизма. Грузинские политики, в свою очередь, обвиняли Кавбюро — и лично Орджоникидзе — в «великорусском шовинизме» и попытке навязать региону «объединение сверху», без предварительной работы или консультаций с местными кадрами — то есть, без учета последствий объединения «на местах». В своей аргументации Кавбюро использовало классические марксистские принципы о преимуществах, связанных с экономическим, политическим и военным объединением и централизацией; грузинские же политики видели в деятельности Кавбюро нарушение ленинского «права наций на самоопределение».